# ミュージアム中仙道
ミュージアム中仙道（ミュージアムなかせんどう）は、岐阜県瑞浪市にある私立の美術館である。

## 概要
- 1992年（平成4年）に開館。
- 歌舞伎資料、陶磁器（漢〜明時代）、絵画（主に日本画）、刀剣、甲冑などが展示されている。歌舞伎衣装は明治初期のものであり、近隣の地芝居（歌舞伎）に貸し出されることもある。
- 展示室の他、多目的ホールやレストランを併設する。

## 開館時間など
- 開館時間： 9:00〜17:00
- 休館日： 毎週火曜日など
- 入館料： 大人200円　中学生以下無料

## 所在地
- 岐阜県瑞浪市明世町戸狩331

## アクセス
- 中央自動車道瑞浪ICより約1km
- JR中央本線瑞浪駅より約2km